# マイトレーヤ (神智学)
マイトレーヤ（英: Maitreya）とは、近代神智学の教義において、霊的指導者マハートマーの一人、古代の知恵の大師である。弥勒菩薩を近代神智学が取り込んだものである。
神智学協会のリードビーターがインドで見い出したとするジッドゥ・クリシュナムルティや、神智学系の団体であるシェア・インターナショナルがロンドンで1977年から接触を持ち、1988年にはケニアのナイロビで公衆の前に姿を見せたとするヒマラヤ山中出身の人物が知られる。ただし、クリシュナムルティはマイトレーヤ（世界教師）ではないと宣説して神智学協会を離脱した。